# Isometra johanni
Isometra johanni is een haarster uit de familie Antedonidae.
De wetenschappelijke naam van de soort werd in 1967 gepubliceerd door Ailsa McGown Clark.